# Talfit
Talfit (arab. ‏تلفيت‎, Talfīt) – wieś w Palestynie, w muhafazie Nablus. Według danych szacunkowych Palestyńskiego Centralnego Biura Statystycznego w 2016 roku miejscowość liczyła 3427 mieszkańców.